# 布盧斯普林斯鎮區 (北卡羅萊納州霍克縣)
布盧斯普林斯鎮區（英語：Blue Spring Township）是位於美國北卡羅萊納州霍克縣的一個鎮區。

## 地方資料
布盧斯普林斯鎮區的面積為82.87平方千米，皆為陸地。根據2020年美國人口普查的數據，當地共有人口1500人，而人口密度為每平方千米18.1人。